# Ventas de Huelma

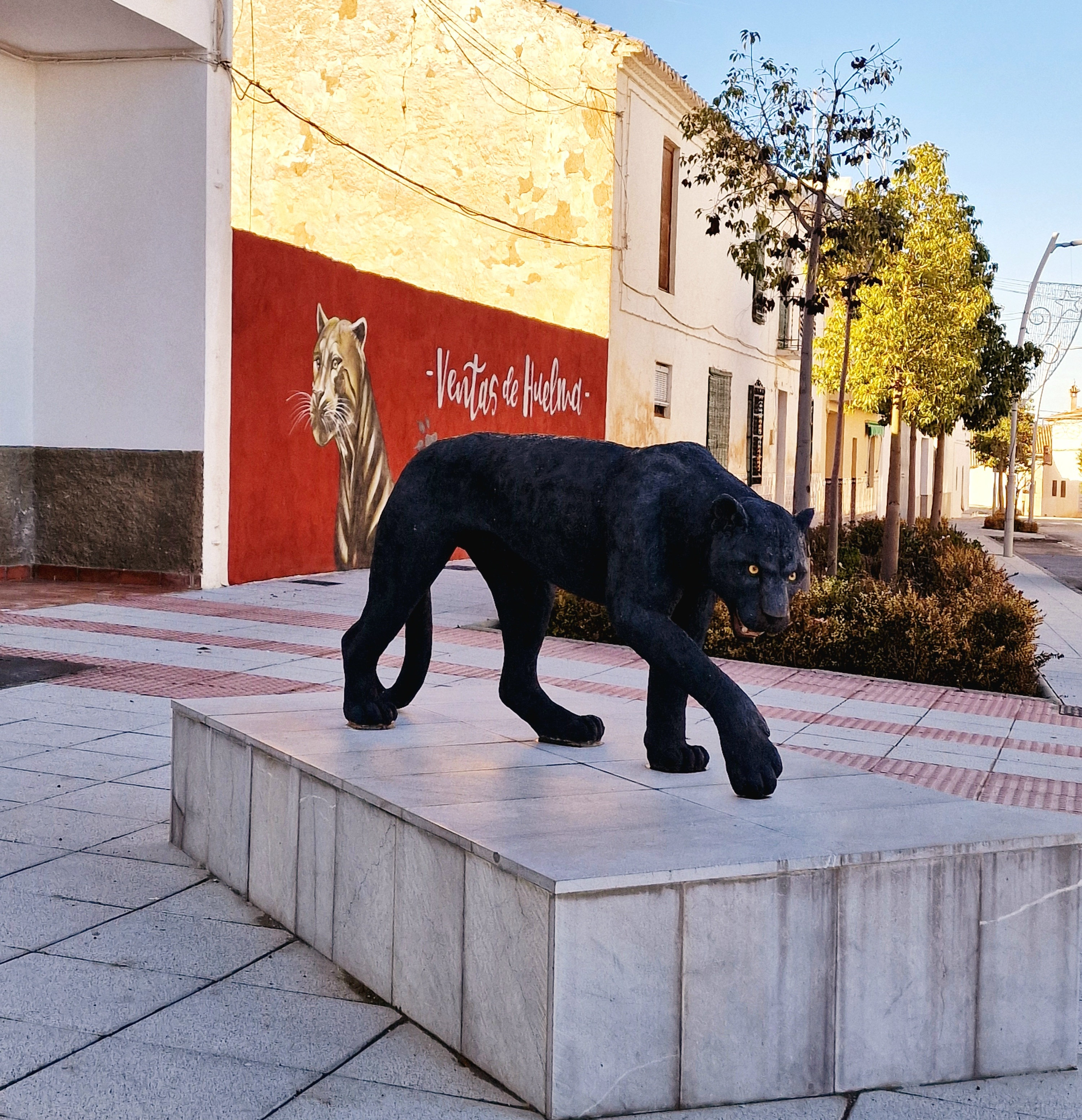
Estatua de la popular Pantera de Ventas de Huelma

Ventas de Huelma (también llamado popularmente Las Ventas) es una localidad y municipio español situado en la parte centro-norte de la comarca de Alhama, en la provincia de Granada, comunidad autónoma de Andalucía. Limita con los municipios de Chimeneas, La Malahá, Escúzar, Agrón y Cacín. Cuenta con una población de 674 habitantes (INE 2024).
El municipio huelmeño comprende los núcleos de población de Ventas de Huelma —capital municipal— y Ácula, así como los diseminados de Ochíchar y Los Frailes.
Dentro de su término municipal se encuentra el Aeródromo Juan Espadafor, inaugurado en 2016.

## Historia
En el siglo XIV el historiador garnatí Ibn al-Jatib menciona en sus crónicas once alquerías de la zona, entre las que se encontraba "al-Walima" («la anfitriona»); su nombre sugiere que por la zona había alguna posada o lugar de descanso durante esta etapa histórica, a partir de la cual se construyó un núcleo de población más amplio.
Algunos autores defienden que llegó a ser centro geográfico del distrito de El Temple y desde luego se hallaba en la ruta de las grandes aldeas entre Granada y Alhama. En el siglo XVII Henríquez de Jorquera escribe sobre la zona y cita grandes caseríos como "Güemal", anexos a la villa que sería la actual Ventas de Huelma. También en este siglo Francisco de Velasco, párroco de la Iglesia de San Matías de Granada, viene a las tierras de Huelma y pasa un tiempo hasta su muerte; se le atribuye la rehabilitación de una cueva que se sirvió de morada y alrededor de la cual luego se construiría lo que sería la ermita de Ventas. En el siglo XVIII las tierras eran propiedad del Colegio de San Pablo y Santiago de Granada, de la Compañía de Jesús, según datos del Catastro del marqués de la Ensenada. Hubo vecinos viviendo en las cuevas, situación que duró hasta los años 1960.

## Geografía

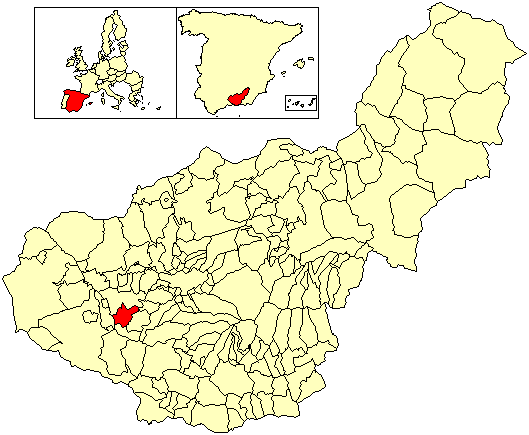
Extensión del municipio en la provincia de Granada

### Situación
Integrado en la comarca de Alhama, se encuentra situado a 29 kilómetros de la capital provincial, a 108 de Jaén, a 171 de Almería y a 305 de Murcia.
| Noroeste: Chimeneas     | Norte: Chimeneas | Nordeste: Chimeneas y La Malahá |
| Oeste: Cacín            |                  | Este: Escúzar                   |
| Suroeste: Cacín y Agrón | Sur: Agrón       | Sureste: Escúzar                |

### Clima

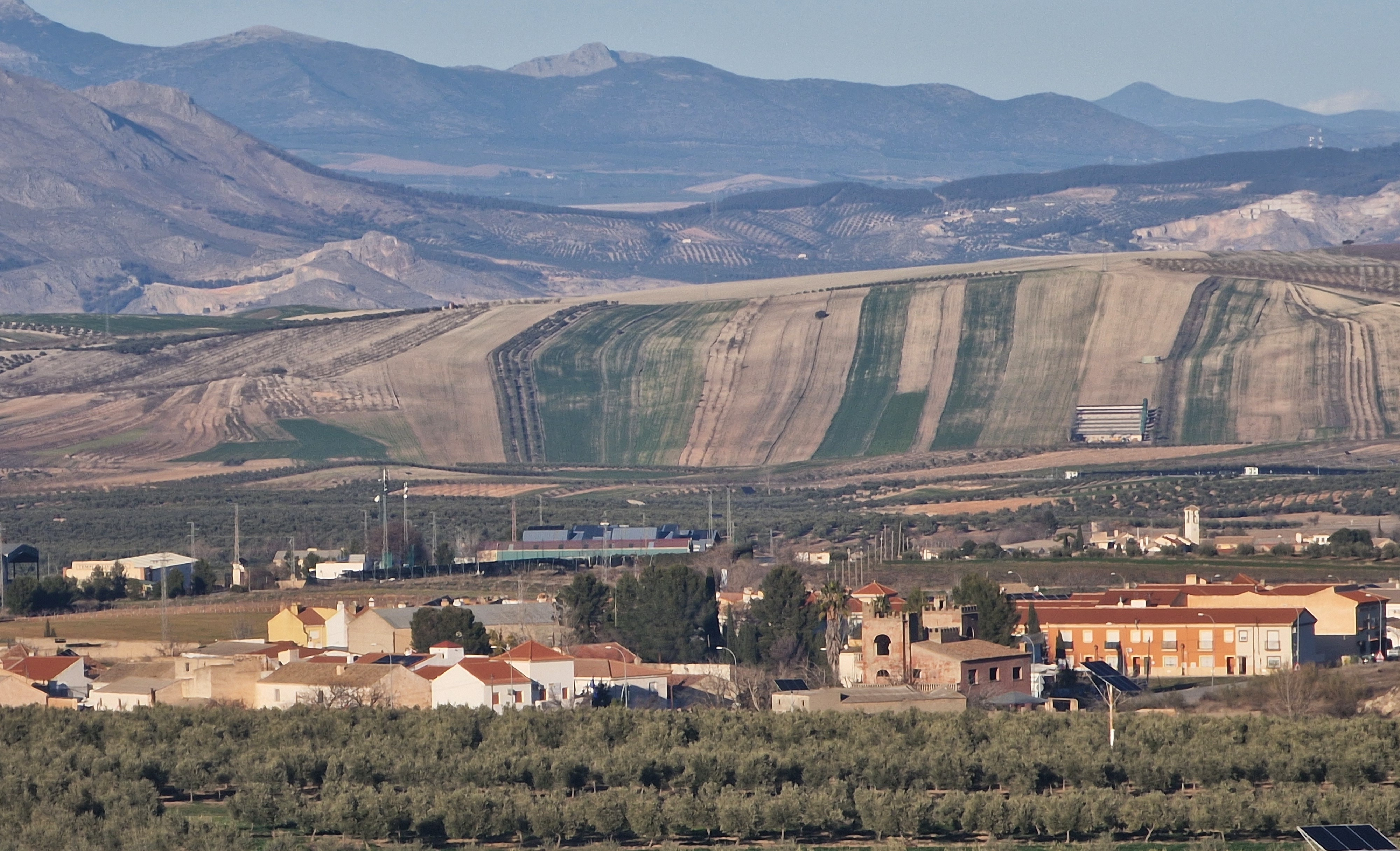
Vista de la localidad desde la carretera de Agrón

El clima de Ventas de Huelma es de tipo mediterráneo continentalizado: fresco en invierno, con abundantes heladas; y caluroso en verano, con máximas sobre los 40 °C. La oscilación térmica es grande durante todo el año, superando muchas veces los 20 °C en un día. Las lluvias, ausentes en verano, se concentran en el invierno y son escasas durante el resto del año.

## Demografía

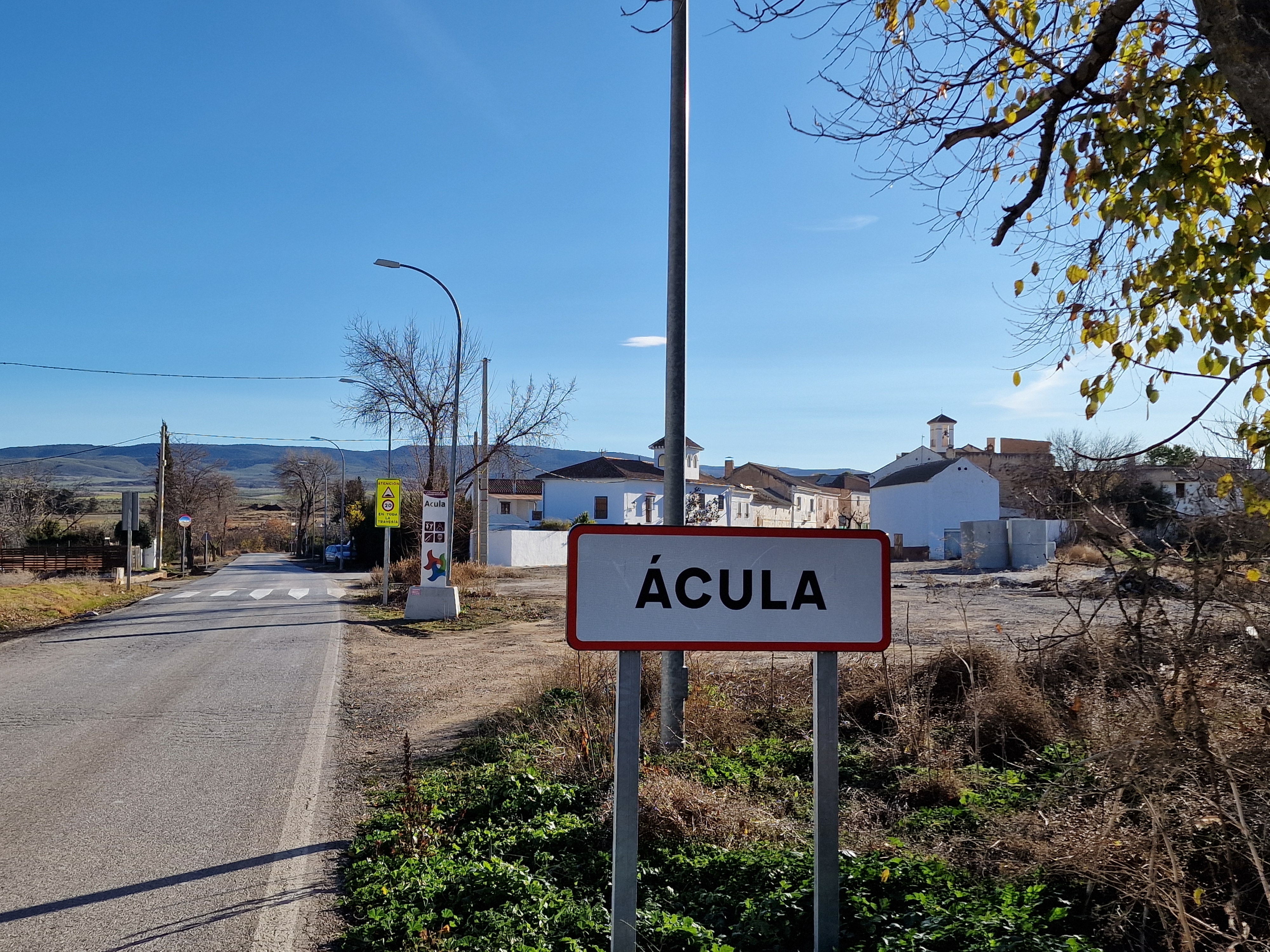
Cartel de entrada a Ácula por la carretera GR-3402

Ventas de Huelma cuenta con una población de 674 habitantes (INE 2024), que se distribuyen de la siguiente manera:
| Unidad poblacional | Hab. |
| ------------------ | ---- |
| Ventas de Huelma   | 504  |
| Ácula              | 153  |
| diseminado         | 19   |
| TOTAL              | 676  |

### Evolución de la población
| Gráfica de evolución demográfica de Ventas de Huelma entre 1842 y 2021 |
| |
| Población de derecho según los censos de población del INE Población de hecho según los censos de población del INEEn 1857 disminuye el término del municipio porque independiza a Agrón |

## Economía

### Evolución de la deuda viva municipal
| Gráfica de evolución de la deuda viva del Ayuntamiento de Ventas de Huelma entre 2008 y 2019                                |
| |
| Deuda viva del Ayuntamiento de Ventas de Huelma en miles de euros según datos del Ministerio de Hacienda y Función Pública. |

## Símbolos
Ventas de Huelma cuenta con un escudo adoptado oficialmente el 2 de julio de 2018.

### Escudo
Su descripción heráldica es la siguiente:

Escudo medio partido y cortado. 1.º de sanguíneo (rojo oscuro), flor de lis de oro (amarillo). 2.º de sanguíneo, árbol de al natural arrancado y león rampante de oro empinado al tronco. 3.º de plata (blanco), rama de olivo de sinople (verde) con gota de aceite de oro acompañada en punta con granada al natural, rajada de gules (rojo), sostenida, tallada y hojada de dos hojas de sinople sobre cruz leonada. Sobre el todo, cuatro espigas de oro. Orlado con una cinta de oro con la inscripción “BUENA GUÍA” con letras de sable (negro). Al timbre corona de marqués.

## Administración y política

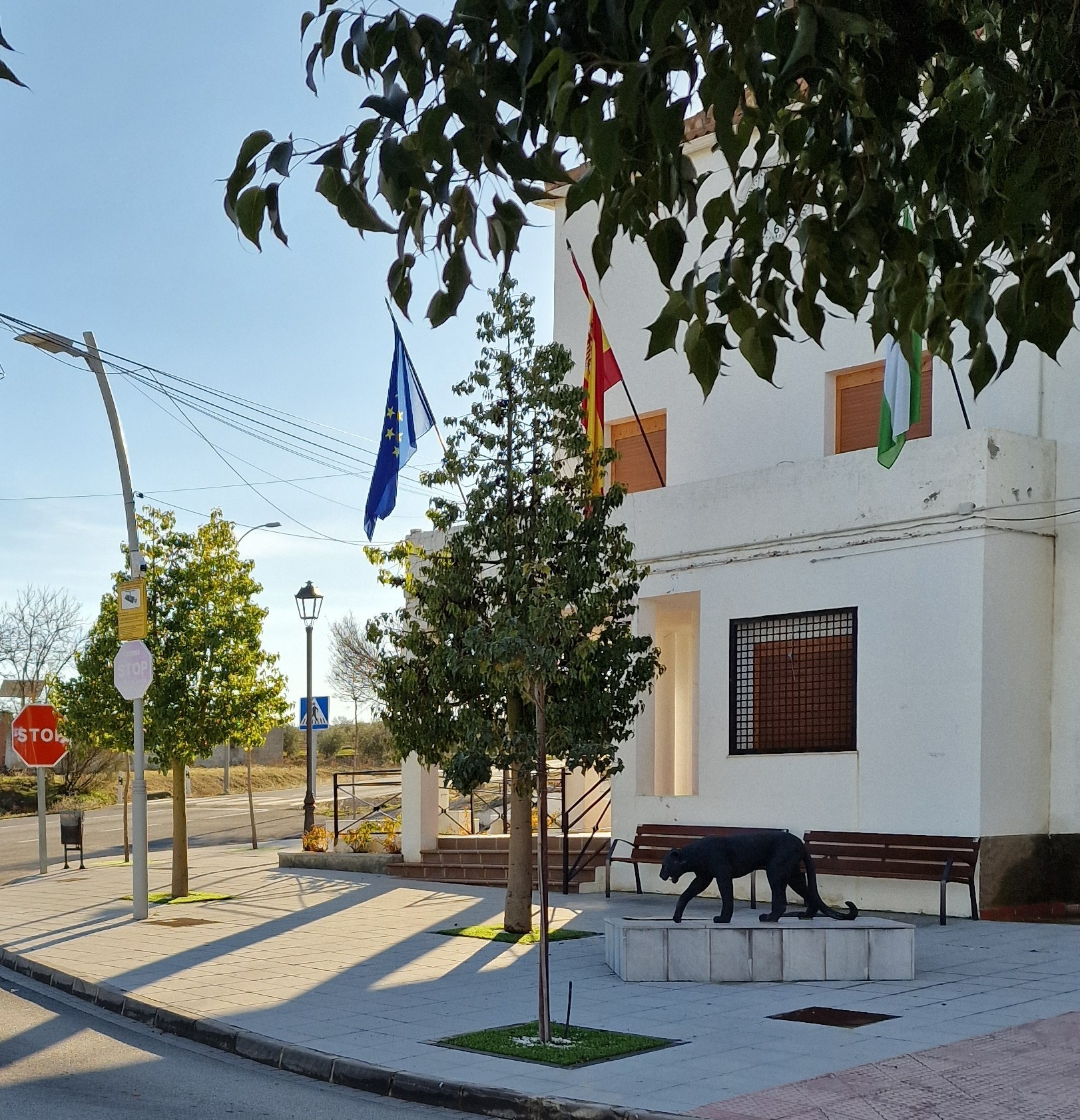
Ayuntamiento de Ventas de Huelma, en la avenida del Temple

Los resultados en Ventas de Huelma de las elecciones municipales, celebradas en mayo de 2023, son:
| Elecciones Municipales - Ventas de Huelma (2023) | Elecciones Municipales - Ventas de Huelma (2023) | Elecciones Municipales - Ventas de Huelma (2023) | Elecciones Municipales - Ventas de Huelma (2023) | Elecciones Municipales - Ventas de Huelma (2023) |
| Partido político                                 | Partido político                                 | Votos                                            | Votos                                            | Concejales                                       |
| ------------------------------------------------ | ------------------------------------------------ | ------------------------------------------------ | ------------------------------------------------ | ------------------------------------------------ |
|                                                  | Partido Socialista Obrero Español (PSOE)         | 317                                              | 80,66 %                                          | 6                                                |
|                                                  | Partido Popular (PP)                             | 67                                               | 17,04 %                                          | 1                                                |

### Alcaldes
| Legislatura | Nombre                     | Grupo  |
| ----------- | -------------------------- | ------ |
| 1979-1983   | José Viceira Bayo          | UCD    |
| 1983-1987   | José Ávila Vargas          | IND    |
| 1987-1991   | José Ávila Vargas          | UC-CDS |
| 1991-1995   | José Ávila Vargas          | UG     |
| 1995-1999   | Fernando Machado Cabrerizo | CIVA   |
| 1999-2003   | Fernando Machado Cabrerizo | PSOE   |
| 2003-2007   | Fernando Machado Cabrerizo | PSOE   |
| 2007-2011   | Fernando Machado Cabrerizo | PSOE   |
| 2011-2015   | Fernando Machado Cabrerizo | PSOE   |
| 2015-2019   | Luis Miguel Ortiz Arévalo  | PSOE   |
| 2019-2023   | Luis Miguel Ortiz Arévalo  | PSOE   |
| 2023-act.   | Luis Miguel Ortiz Arévalo  | PSOE   |

## Comunicaciones

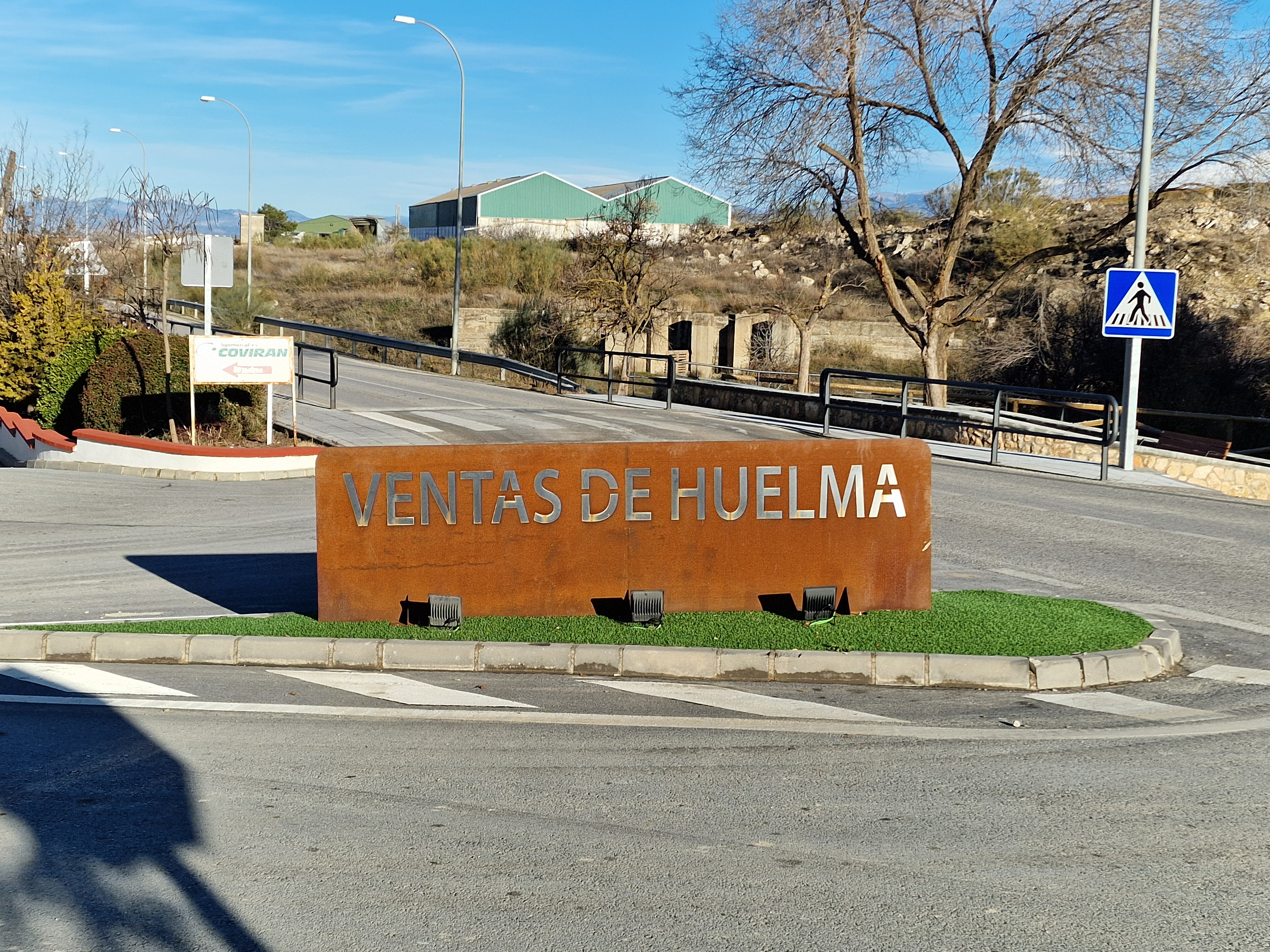
Cartel de entrada a la localidad junto a la carretera A-338

### Carreteras
Las principales vías de comunicación que transcurren por el municipio son:
| Identificador | Denominación                   | Itinerario                  |
| ------------- | ------------------------------ | --------------------------- |
| A-338         | De Granada a Alhama de Granada | Granada - Alhama de Granada |
| GR-3310       | De Ventas de Huelma a Cacín    | Ventas de Huelma - Cacín    |
| GR-3402       | De Cijuela a Ventas de Huelma  | Cijuela - Ventas de Huelma  |

Algunas distancias entre Ventas de Huelma y otras ciudades:
| Ciudades          | Distancia (km) |
| ----------------- | -------------- |
| Alhama de Granada | 26             |
| Granada           | 29             |
| Loja              | 50             |
| Jaén              | 108            |
| Almería           | 171            |
| Murcia            | 305            |

## Servicios públicos

### Sanidad
El municipio cuenta con dos consultorios médicos de atención primaria situados uno en la avenida del Temple, s/n, de Ventas de Huelma, y el otro en la calle Nuestra Señora del Rosario, n.º 21, de Ácula, dependientes todos ellos del Distrito Sanitario Metropolitano de Granada. El servicio de urgencias está en el centro de salud de Churriana de la Vega y el área hospitalaria de referencia es el Hospital Universitario San Cecilio (el PTS), situado en Granada capital.

### Educación
El único centro educativo que hay en el municipio es:
| Denominación genérica | Nombre del centro | Naturaleza | Dirección                             |
| --------------------- | ----------------- | ---------- | ------------------------------------- |
| Colegio Público Rural | CPR El Temple     | Público    | C/ Vereda del Puente del Encinar, s/n |

## Cultura

### Fiestas
Ventas de Huelma celebra sus fiestas patronales en torno al 15 de mayo en honor a San Isidro Labrador y Santa María de la Cabeza.
Otra de las fiestas importantes de la localidad son las Candelarias, que tienen lugar cada 2 de febrero. En ellas se queman hogueras en distintos puntos del pueblo, con cánticos populares alrededor de las hogueras y degustación de productos locales.
También es típico de Ventas de Huelma, como en buena parte de la provincia de Granada, celebrar el 25 de abril el día de la merendica coincidiendo con el día de San Marcos, donde se junta la gente por la tarde para degustar los populares hornazos acompañados de habas verdes.

### Gastronomía
Son típicos en Ventas de Huelma los platos de caza menor como el arroz con conejo o arroz con liebre, la perdiz estofada o en escabeche y por supuesto los contundentes y variados pucheros, patatas a lo pobre y las tortillas de collejas, espárragos y cardillos y muy especialmente el choto y el cordero en sus distintas modalidades culinarias. Entre sus dulces destacan los roscos de San Antón, roscos de huevo y pan de bizcochos.